# Erich Ohser
Erich Ohser, pseudonym e.o.plauen, född 18 mars 1903 i Untergettengrün, död 6 april 1944 i Berlin, var en tysk serietecknare, känd för strippen Vater und Sohn som publicerades i Berliner Illustrirte Zeitung mellan 1934 och 1937.
Ohser föddes i Untergettengrün (numera stadsdel i Adorf) och flyttade vid fyra års ålder till Plauen.
Han publicerade satiriska strippar i bland annat Vorwärts, Tyska socialdemokratiska partiets tidning. Ohser satiriserade över bland andra Adolf Hitler och Joseph Goebbels, vilket ledde till att han förbjöds att utöva sitt yrke (Berufsverbot). Ohser antog pseudonymen e.o.plauen och fortsatte att publicera satiriska teckningar i politiska ämnen. Ohser greps och anklagades för att ha uttryckt antinazistiska åsikter (reichsfeindliche Äußerungen). Dagen före rättegången hängde sig Ohser i sin cell.